# Andrée Darreau
Pour l’article ayant un titre homophone, voir Dareau.
Andrée Darreau, née le 23 août 1906 à Bailleau-sous-Gallardon (Eure-et-Loir) et morte le 28 septembre 1990 à Paris, est une athlète française. 

## Biographie
Andrée Darreau évolue toute sa carrière au Fémina Sport. Elle est sacrée championne de France du 250 mètres en 1924.